# Belgie na Letních olympijských hrách 1956
Belgie se účastnila Letní olympiády 1956 v australském Melbourne. Zastupovalo ji 54 sportovců (51 mužů a 3 ženy) ve 12 sportech.

## Medailisté
| Medaile | Jméno       | Sport    | Soutěž              |
| ------- | ----------- | -------- | ------------------- |
| Stříbro | Jef Mewis   | Zápas    | volný styl do 63 kg |
| Stříbro | André Nelis | Jachting | Muži Finn class     |